# Ганес (фильм)
«Ганес» (фин. Ganes) — финский фильм режиссёра Юкка-Пекки Сиили, вышедший в прокат 28 сентября 2007 года. Музыкальная биографическая драма, рассказывающая о жизни скандально известного финского рок-музыканта Генри «Рему» Аалтонена, лидера и барабанщика созданной в 1971 году группы Hurriganes, некогда одной из наиболее известных финских рок-групп.

## Сюжет

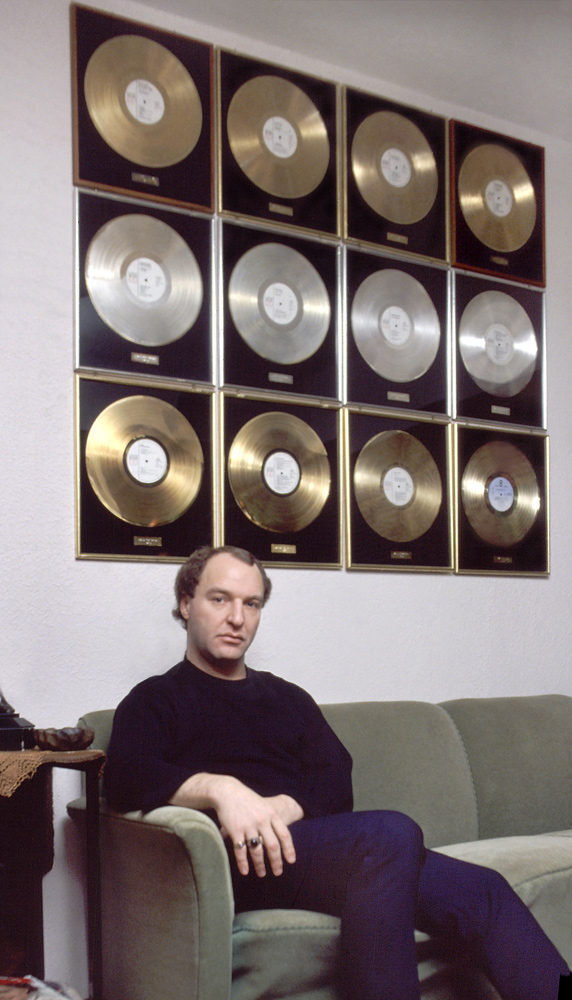
Рему Аалтонен.
Фотография 1978 года

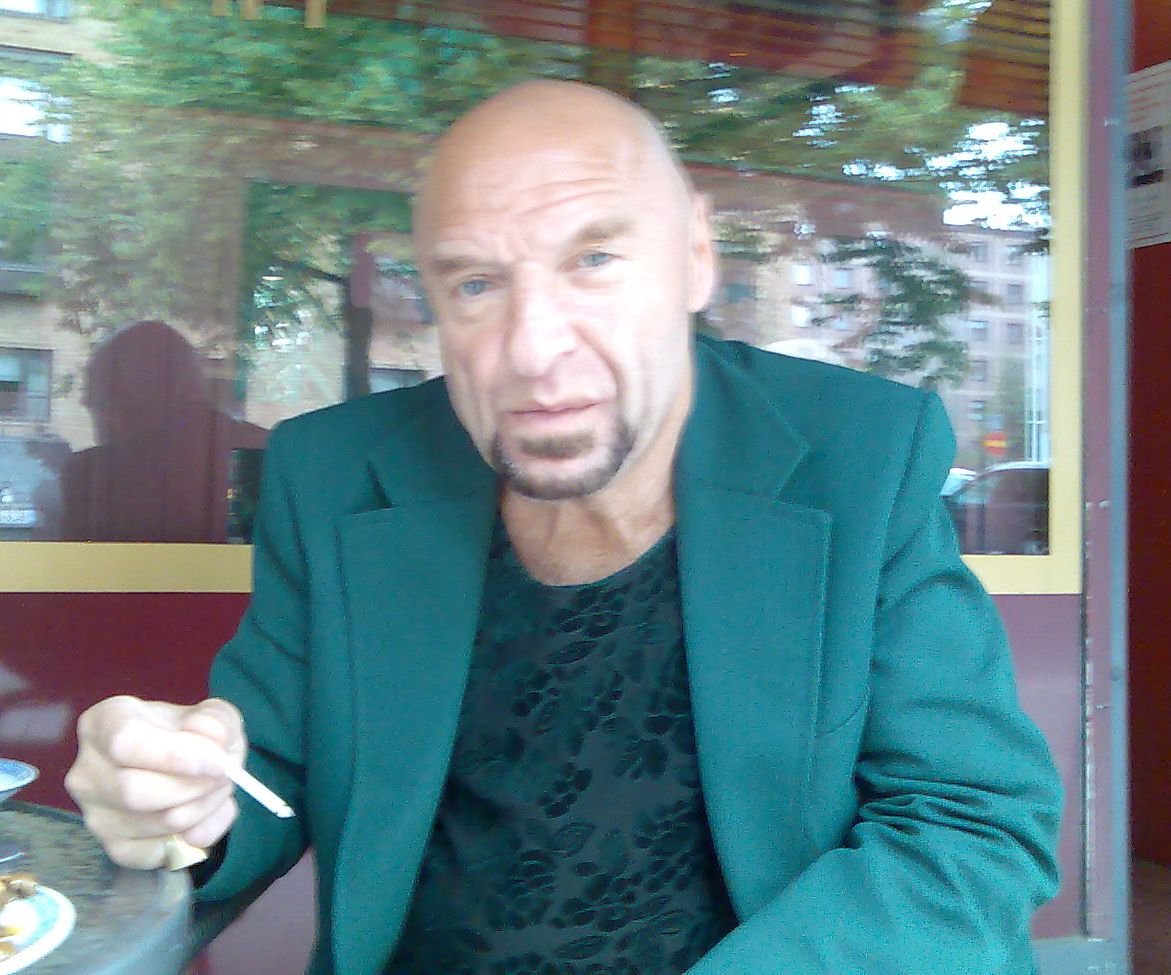
Рему Аалтонен.
Фотография 2007 года

Генри Аалтонен по прозвищу «Рему», финский цыган, ещё подростком бросил школу и стал профессиональным преступником. Казалось, его ждут тюрьма, алкоголизм и, вероятно, насильственная смерть. Но, влюбившись в рок-музыку, он учится играть на барабанах и становится музыкантом. Поиграв в различных группах, Рему приглашён как барабанщик и певец в группу «Калевала». Жизнь налаживается, но в день очередного концерта Рему арестован полицией. Освободившись, Рему создаёт собственную группу — Hurriganes…

## В ролях
| Актёр                                  | Роль                            |
| -------------------------------------- | ------------------------------- |
| Еро Милонофф (Eero Milonoff)           | Генри «Рему» Аалтонен           |
| Юсси Никкиля (Jussi Nikkilä)           | Альберт Ярвинен                 |
| Олави Уусивирта (Olavi Uusivirta)      | Киссе Хаккинен (Cisse Häkkinen) |
| Минтту Мустакалио (Minttu Mustakallio) | Ева Аалтонен                    |
| Томми Корпела                          | Отто Аалтонен                   |
| Кари Хиеталахти (Kari Hietalahti)      | Гурмэ                           |
| Рейно Нордин                           | Хейкки «Хека» Айролахти         |
| Тимо Тикка (Timo Tikka)                | Иле Каллио                      |
| Лена Пойсти (Leena Pöysti)             | Сату                            |
| Мерви Такатало (Mervi Takatalo)        | Паула                           |
| Конста Ваананен (Konsta Väänänen)      | Туомо                           |
| Вилле Кивела (Ville Kivelä)            | Яспер                           |
| Кристина Элстела (Kristiina Elstelä)   | Изоаити (Isoäiti)               |
| Пихла Виитала (Pihla Viitala)          | Нина (Nina)                     |

## Съёмочная группа
- Режиссёр — Юкка-Пекка Сиили
- Сценаристы — Антеро Арьятсало (Antero Arjatsalo), Пентти Касуринен (Pentti Kasurinen)
- Продюсеры — Алекси Барди (Aleksi Bardy), Олли Хайкка (Olli Haikka), Риина Хюютя (Riina Hyytiä), Пентти Касуринен, Илпо Куокканен (Ilpo Kuokkanen), Юкка-Пекка Сиили
- Оператор — Яркко Т. Лэйн (Jarkko T. Laine)
- Композиторы — Рикхард Мурто (Rikhard Murto), Генри Уилкинсон (Henri Wilkinson)
- Монтаж — Йоона Лоухивуори (Joona Louhivuori)
- Художник по костюмам — Елена Паавилайнен (Helena Paavilainen)

## Награды

### Призы
- 2008 — премия Юсси лучшему художнику по костюмам Елене Паавилайнен (Helena Paavilainen) и за лучшую сценографию Юкке Ууситало (Jukka Uusitalo).

### Номинации
- 2008 — на премию Юсси лучшему актёру (Еро Милоноффу) и лучшему режиссёру (Ю.-П. Сиили).